# アマリリス・サボン
アマリリス・サボン・カルメナテ（Amarilis Savón Carmenate、1974年5月13日 - ）は、キューバのハバナ出身の柔道選手。

## 人物
サボンは1992年バルセロナオリンピックでの初対戦以来、田村亮子（後の谷亮子）の最大のライバルの一人として何度も対戦してきたが、結局12戦して一度も勝てずに終わった。サボンは田村に関して冗談混じりに次のように語っていた。｢彼女は路上の石ころのようなもので、私はいつもそれに躓いていたの ("She is like a stone in the street – I always tripped over her")｣。2001年には出産を機に階級を52kg級に上げると、大阪での世界選手権で優勝を果たすも翌年のアテネオリンピックの準決勝では、横澤由貴にラスト1秒で袖釣込腰で一本を取られて逆転負けを喫した。3位決定戦では、アルジェリアのサリマ・スアクリに巴投げで勝利し、銅メダルを獲得した。

## 主な戦績
- 1992年 - フランス国際　3位
- 1992年 - ブルガリア国際　2位
- 1992年 - バルセロナオリンピック　3位
- 1992年 - 世界ジュニア　3位
- 1992年 - アメリカ国際　優勝
- 1993年 - フランス国際　2位
- 1993年 - オーストリア国際　優勝
- 1993年 - ドイツ国際　優勝
- 1993年 - パンナム選手権　優勝
- 1994年 - フランス国際　優勝
- 1994年 - オーストリア国際　優勝
- 1994年 - ドイツ国際　優勝
- 1994年 - パンナム選手権　優勝
- 1995年 - ミキハウスカップ団体戦　優勝
- 1995年 - オーストリア国際　優勝
- 1995年 - ドイツ国際　3位
- 1995年 - パンアメリカン競技大会　優勝
- 1995年 - ユニバーシアード　2位
- 1995年 - 世界選手権　3位
- 1995年 - 福岡国際　2位
- 1996年 - フランス国際　優勝
- 1996年 - オーストリア国際　優勝
- 1996年 - ドイツ国際　優勝
- 1996年 - アトランタオリンピック　3位
- 1996年 - パンナム選手権　優勝
- 1996年 - アメリカ国際　3位(52kg級)
- 1996年 - 福岡国際　2位
- 1997年 - ワールドカップ国別団体戦　優勝
- 1997年 - フランス国際　2位
- 1997年 - オーストリア国際　3位
- 1997年 - ドイツ国際　優勝
- 1997年 - パンナム選手権　優勝
- 1997年 - 世界選手権　2位
- 1998年 - ワールドカップ国別団体戦　優勝
- 1998年 - パンナム選手権　優勝
- 1999年 - フランス国際　優勝
- 1999年 - オーストリア国際　優勝
- 1999年 - ドイツ国際　優勝
- 1999年 - パンアメリカン競技大会　優勝
- 1999年 - 世界選手権　2位
- 1999年12月 - 福岡国際　2位
- 2000年 - フランス国際　3位
- 2000年 - オーストリア国際　優勝
- 2000年 - ドイツ国際　2位
- 2000年 - ハンガリー国際　優勝
- 2000年 - ポーランド国際　優勝
- 2000年 - シドニーオリンピック　7位
- 2001年 -  世界選手権　3位

52kg級での戦績
- 2002年 - フランス国際　3位
- 2002年 - ドイツ国際　3位
- 2002年 - ハンガリー国際　3位
- 2002年 - ワールドカップ国別団体戦　2位
- 2002年 - パンナム選手権　優勝
- 2003年 - フランス国際　2位
- 2003年 - ハンガリー国際　3位
- 2003年 - ドイツ国際　優勝
- 2003年 - オランダ国際　優勝
- 2003年 - パンアメリカン競技大会　優勝
- 2003年 - 世界選手権　優勝
- 2003年 - 韓国国際　優勝
- 2004年 -　パンナム選手権　優勝
- 2004年 - ポルトガル国際　優勝
- 2004年 - アテネオリンピック　3位